# Pillow Talk
Pillow Talk (br: Confidências à Meia-Noite / pt: Conversa de Travesseiro) é um filme norte-americano de 1959, do gênero comédia romântica, dirigido por Michael Gordon e estrelado por Rock Hudson, Doris Day, Tony Randall e Thelma Ritter, com trilha sonora de Frank De Vol.

## Elenco
- Rock Hudson .... Brad
- Doris Day .... Jan
- Tony Randall .... Jonathan
- Thelma Ritter .... Alma
- Franklyn Farnum ... extra no nightclub (não-creditado)

## Principais prêmios e indicações
Oscar (EUA)
- Indicado nas Categorias:

Melhor Atriz - Doris Day
Melhor Roteiro Original (vencedor)
Melhor Direção de Arte
Melhor Trilha Sonora - Comédia ou Drama
Globo de Ouro (EUA)
- Indicado nas Categorias:

Melhor Atriz (Comédia/Musical) - Doris Day
Melhor Ator Coadjuvante - Tony Randall